# Carcinogenesis
Carcinogenesis ist eine wissenschaftliche Zeitschrift, die von Oxford University Press veröffentlicht wird. Die erste Ausgabe erschien im Januar 1980. Im Jahr 2008 wurde der Untertitel Integrative Cancer Research eingefügt. Derzeit werden zwölf Ausgaben im Jahr veröffentlicht. Die Zeitschrift publiziert Forschungsartikel und Übersichtsarbeiten aus allen Bereichen der Krebsentstehung. Hierbei werden sowohl Tumorbiologie als auch Toxikologie und Epidemiologie sowie die Krebsprävention berücksichtigt.
Der Impact Factor lag im Jahr 2016 bei 5,105. Nach der Statistik des ISI Web of Knowledge wird das Journal mit diesem Impact Factor in der Kategorie Onkologie an 46. Stelle von 217 Zeitschriften geführt.
Chefherausgeber ist Curtis C. Harris, National Cancer Institute, Bethesda, Vereinigte Staaten von Amerika.